# Victor Bendico
Victor Barnuevo Bendico (ur. 22 stycznia 1960 w Roxas) – filipiński duchowny katolicki, w latach 2017–2023 biskup Baguio, arcybiskup metropolita Capiz od 2023.

## Życiorys

### Prezbiterat
Święcenia kapłańskie otrzymał 14 kwietnia 1984 i został inkardynowany do archidiecezji Capiz. Pracował głównie jako duszpasterz parafialny, był także m.in. rektorem seminarium w rodzinnym mieście (2000–2006).

### Episkopat
1 października 2016 został mianowany biskupem ordynariuszem diecezji Baguio. Sakrę biskupią otrzymał 10 stycznia 2017 z rąk arcybiskupa Marlo Peralta. W tym samym dniu objął kanonicznie diecezję.
3 marca 2023 papież Franciszek mianował go arcybiskupem metropolitą Capiz. Ingres odbył się 3 maja 2023.